# Anders Olof Lunnerqvist
Anders Olof Lunnerqvist, född 15 november 1748 i Hagebyhöga socken, död 24 december 1805 i Östra Hargs socken, var en svensk präst. 

## Biografi
Anders Olof Lunnerqvist föddes 1748 i Hagebyhöga socken. Han var son till organisten Olof Lundqvist och Maria Månsdotter. Lunnerqvist studerade i Vadstena och Linköping. Han blev 1769 student vid Uppsala universitet och prästvigdes 20 maj 1773. Lunnerqvist blev 22 januari 1783 komminister i Asks församling och tillträdde 1784 samt 27 december 1801 kyrkoherde i Östra Hargs församling, där han tillträdde 1802. Han avled 24 december 1805 i Östra Hargs socken och begravdes 3 januari 1806 av domprosten Jonas Dubb.

### Familj
Lunnerqvist gifte sig 21 mars 1783 med Christina Catharina Egelin (1755–1829). Hon var dotter till kyrkoherden i Ekebyborna socken. De fick tillsammans barnen Maria Catharina, Christina Elisabeth, Anna Emerentia, Ulrica (1790–1791), Joseph (1791–1792) och Olof Lunnerqvist (1793–1854).